# 盧古蒂 (伊利諾伊州)
盧古蒂（英語：Loogootee）是位於美國伊利諾伊州費耶特縣的一個非建制地區。該地的面積和人口皆未知。

## 地理
盧古蒂的座標為38°54′17″N 88°51′13″W / 38.90472°N 88.85361°W，而該地的平均海拔高度為184米（即604英尺）。